# Andy Russell (calciatore)
Andrew James Russell, detto Andy (Southampton, 21 novembre 1987), è un calciatore inglese naturalizzato hongkonghese, difensore svincolato.

## Carriera

### Club
Ha giocato nella massima serie hongkonghese.

### Nazionale
Nel 2016 ha esordito con la nazionale hongkonghese.

## Statistiche

### Cronologia presenze e reti in nazionale
| Cronologia completa delle presenze e delle reti in nazionale ― Hong Kong | Cronologia completa delle presenze e delle reti in nazionale ― Hong Kong | Cronologia completa delle presenze e delle reti in nazionale ― Hong Kong | Cronologia completa delle presenze e delle reti in nazionale ― Hong Kong | Cronologia completa delle presenze e delle reti in nazionale ― Hong Kong | Cronologia completa delle presenze e delle reti in nazionale ― Hong Kong | Cronologia completa delle presenze e delle reti in nazionale ― Hong Kong | Cronologia completa delle presenze e delle reti in nazionale ― Hong Kong |
| Data                                                                     | Città                                                                    | In casa                                                                  | Risultato                                                                | Ospiti                                                                   | Competizione                                                             | Reti                                                                     | Note                                                                     |
| ------------------------------------------------------------------------ | ------------------------------------------------------------------------ | ------------------------------------------------------------------------ | ------------------------------------------------------------------------ | ------------------------------------------------------------------------ | ------------------------------------------------------------------------ | ------------------------------------------------------------------------ | ------------------------------------------------------------------------ |
| 24-3-2016                                                                | Doha                                                                     | Qatar                                                                    | 2 – 0                                                                    | Hong Kong                                                                | Qual. Mondiali 2018                                                      | -                                                                        | 50’                                                                      |
| 9-11-2016                                                                | Yangon                                                                   | Vietnam                                                                  | 2 – 2 dts (4 - 3 dtr)                                                    | Hong Kong                                                                | Amichevole                                                               | -                                                                        |                                                                          |
| 13-11-2016                                                               | Yangon                                                                   | Birmania                                                                 | 3 – 0                                                                    | Hong Kong                                                                | Amichevole                                                               | -                                                                        |                                                                          |
| 24-3-2016                                                                | Phnom Penh                                                               | Cambogia                                                                 | 0 – 2                                                                    | Hong Kong                                                                | Amichevole                                                               | -                                                                        |                                                                          |
| 27-3-2016                                                                | Mong Kok                                                                 | Hong Kong                                                                | 2 – 0                                                                    | Singapore                                                                | Amichevole                                                               | -                                                                        | 65’                                                                      |
| 2-9-2019                                                                 | Mong Kok                                                                 | Hong Kong                                                                | 3 – 2                                                                    | Guam                                                                     | Coppa dell'Asia orientale 2017 - Seconda fase                            | -                                                                        |                                                                          |
| 29-5-2017                                                                | Mong Kok                                                                 | Hong Kong                                                                | 0 – 2                                                                    | Bahrein                                                                  | Amichevole                                                               | -                                                                        |                                                                          |
| 14-11-2017                                                               | Wan Chai                                                                 | Hong Kong                                                                | 0 – 1                                                                    | Libano                                                                   | Qual. Coppa d'Asia 2019                                                  | -                                                                        | 86’                                                                      |
| 27-3-2018                                                                | Pyongyang                                                                | Corea del Nord                                                           | 2 – 0                                                                    | Hong Kong                                                                | Qual. Coppa d'Asia 2019                                                  | -                                                                        |                                                                          |
| 24-3-2018                                                                | Mong Kok                                                                 | Hong Kong                                                                | 0 – 1                                                                    | Thailandia                                                               | Amichevole                                                               | -                                                                        |                                                                          |
| 27-3-2018                                                                | Cikarang                                                                 | Indonesia                                                                | 1 – 1                                                                    | Hong Kong                                                                | Amichevole                                                               | -                                                                        | 83’                                                                      |
| 2-9-2019                                                                 | Taipei                                                                   | Taipei cinese                                                            | 1 – 2                                                                    | Hong Kong                                                                | Coppa dell'Asia orientale 2019 - Seconda fase                            | -                                                                        |                                                                          |
| 6-9-2018                                                                 | Taipei                                                                   | Hong Kong                                                                | 0 – 0                                                                    | Corea del Nord                                                           | Coppa dell'Asia orientale 2019 - Seconda fase                            | -                                                                        |                                                                          |
| 6-9-2018                                                                 | Taipei                                                                   | Mongolia                                                                 | 1 – 5                                                                    | Hong Kong                                                                | Coppa dell'Asia orientale 2019 - Seconda fase                            | -                                                                        | 20’                                                                      |
| 29-5-2019                                                                | Mong Kok                                                                 | Hong Kong                                                                | 0 – 2                                                                    | Taipei cinese                                                            | Amichevole                                                               | -                                                                        |                                                                          |
| 8-10-2019                                                                | Phnom Penh                                                               | Cambogia                                                                 | 1 – 1                                                                    | Hong Kong                                                                | Qual. Mondiali 2022                                                      | -                                                                        | 60’                                                                      |
| 11-10-2019                                                               | Wan Chai                                                                 | Hong Kong                                                                | 0 – 2                                                                    | Iran                                                                     | Qual. Mondiali 2022                                                      | -                                                                        |                                                                          |
| 8-10-2019                                                                | Bassora                                                                  | Iraq                                                                     | 2 – 0                                                                    | Hong Kong                                                                | Qual. Mondiali 2022                                                      | -                                                                        |                                                                          |
| 11-10-2019                                                               | Wan Chai                                                                 | Hong Kong                                                                | 0 – 0                                                                    | Bahrein                                                                  | Qual. Mondiali 2022                                                      | -                                                                        |                                                                          |
| 11-10-2019                                                               | Wan Chai                                                                 | Hong Kong                                                                | 2 – 0                                                                    | Cambogia                                                                 | Qual. Mondiali 2022                                                      | -                                                                        |                                                                          |
| Totale                                                                   |                                                                          | Presenze                                                                 | 20                                                                       |                                                                          | Reti                                                                     | 0                                                                        |                                                                          |